# Чепчуги
Чепчуги — село в Высокогорском районе Татарстана. Административный центр Чепчуговского сельского поселения.

## География
Находится в северо-западной части Татарстана на расстоянии приблизительно 13 км на северо-восток по прямой от районного центра поселка Высокая Гора у речки Казанка.

## История
Основано в 1557 году, село с 1565 года. Упоминалось также как Архангельское. В начале XX века известно было о наличии Троицкой церкви, построенной в 1856 году, двух школ, волостного правления и больницы.

## Население
Постоянных жителей было: в 1646—522, в 1782—373 души мужского пола, в 1859—1755, в 1897—1498, в 1908—1586, в 1920—1726, в 1926—1745 (вместе с поселком Заря и хуторами Юнусово, Бирсаково), в 1938—1399, в 1949—1356, в 1958—853, в 1970—940, в 1989—1628, 1630 в 2002 году (русские 50 %, татары 48 %), 1677 в 2010.